# Formigine
Formigine ist eine italienische Gemeinde (comune) mit 34.478 Einwohnern (Stand 31. Dezember 2023) in der Provinz Modena in der Region Emilia-Romagna. Die Gemeinde grenzt an die benachbarte Provinz Reggio Emilia. Die Stadt liegt etwa fünf Kilometer südwestlich von Modena.

## Geschichte
1201 wurde in diesem Bereich eine Festungsanlage durch den Stadtstaat Modena errichtet, um als Bollwerk gegen die verfeindete Stadt Bologna zu dienen. Als Lehen wurde das Gut von Niccolò III. d’Este 1395 an Marco Pio, der über die Herrschaft Carpi gebot, gegeben. Die Festungsanlage ist noch heute im Stadtzentrum zu besichtigen.

## Verkehr
Zwischen Modena und Formigine verläuft die Autobahn A1 von Mailand zur Adriaküste.

## Wirtschaft
In Formigine gibt es mehrere Betriebe der Keramik- und Nahrungsmittelindustrie sowie den Elektromotorenhersteller Ghirri Motoriduttori.

## Persönlichkeiten
- Riccardo Riccò (* 1983), Radrennfahrer
- Cristian Zaccardo (* 1981), Fußballweltmeister

## Gemeindepartnerschaften
Formigine unterhält Partnerschaften mit folgenden Städten und Gemeinden:
- Monte Urano, Region Marken, Provinz Fermo (Italien)
- Saumur, Département Maine-et-Loire (Frankreich)
- Tábor, Mittelböhmen (Tschechien)
- Edchera (Westsahara)